# 登別東インターチェンジ
登別東インターチェンジ（のぼりべつひがしインターチェンジ）は、北海道登別市中登別町にある道央自動車道のインターチェンジ。

## 歴史
- 1985年（昭和60年）10月18日 : 白老IC - 登別東IC間が開通。
- 1986年（昭和61年）10月9日 : 登別東IC - 登別室蘭ICが開通[1]。
- 2018年（平成30年）12月 : IC番号を「9」から「18」に変更[注 1]。

## 周辺

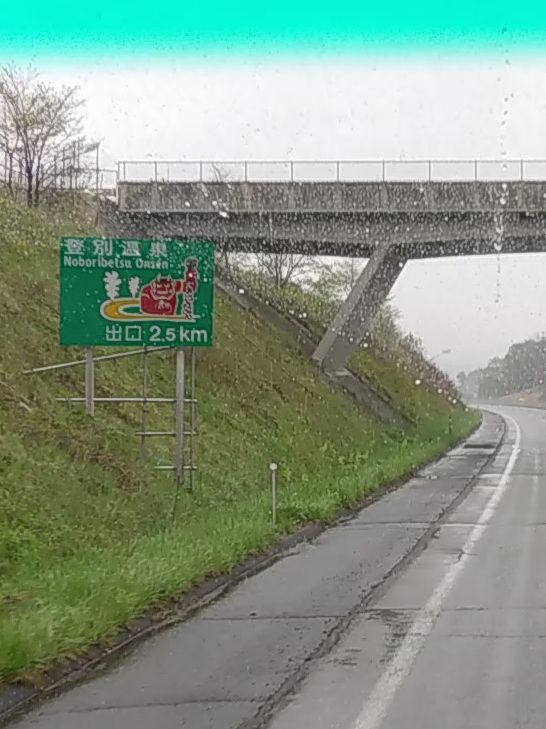
登別東インターチェンジ手前2.5kmにある「登別温泉」案内板（下り線（札幌方向）、2018年5月撮影）

登別温泉まで約6km、カルルス温泉まで約12kmとなる。登別温泉への最寄りICであり、出口手前に「登別温泉」の案内板が設置されている。
- 登別温泉
- 地獄谷 (登別市)
- のぼりべつクマ牧場
- 倶多楽湖
- 登別伊達時代村
- 上登別温泉
- カルルス温泉
- カルルス温泉サンライバスキー場
- 虎杖浜温泉
- 登別マリンパークニクス
- 登別駅（JR北海道・室蘭本線）

## 接続する道路
- 直接接続
  - 北海道道2号洞爺湖登別線

- 間接接続
  - 国道36号

## 料金所
- ブース数：5

### 入口
- ブース数：2
  - ETC専用：1
  - 一般：1

### 出口
- ブース数：3
  - ETC専用：1
  - 一般：2

## 隣
E5 道央自動車道
(17)登別室蘭IC - 富浦PA - (18)登別東IC - 萩野PA - (19)白老IC